# Danielo Devaux
Danielo Devaux (* 13. Dezember 1921 in Manebach, Landkreis Arnstadt, Thüringen; † 19. Juli 2013 in Bad Homburg vor der Höhe) war ein deutscher Schauspieler, Drehbuchautor, Regisseur und Produzent. Er leitete von 1993 bis in die 2000er Jahre die Studiobühne Bad Homburg und engagierte sich für den Erhalt der Bad Homburger Altstadt.

## Leben
Der Name Devaux ist französischer Herkunft. Ein Vorfahre wanderte aus Frankreich nach England aus und nahm die britische Staatsangehörigkeit an. Devaux’ Vater wurde in England geboren, seine Mutter stammte aus Peru.  Im Jahr 1924 zog die Familie nach Frankfurt am Main (Riederwald). Nach dem Abitur 1941 wurde Devaux zur Kriegsmarine einberufen. Er diente in der Biskaya, im Ärmelkanal und in der östlichen Ostsee und war zum Kriegsende Oberleutnant zur See sowie Kommandant eines Minenräumbootes.  Nach der Entlassung aus dem Militärdienst besuchte er eine Schauspielschule und finanzierte seinen Lebensunterhalt zeitweise als Fensterputzer.

### Bühnen- und Rundfunkkarriere
Sein erstes Engagement erhielt Devaux am Neuen Theater Weilburg. 1953 schloss er sich der Landesbühne Rhein-Main an.  
Später arbeitete er für den Hessischen Rundfunk im Besetzungsbüro und als Regisseur für Hörspiele und Fernsehfilme. Seine Dialektkenntnisse verschafften ihm Rollen in der Fernsehserie Familie Hesselbach.
Devaux stand insgesamt 1485 Mal auf der Theaterbühne, verantwortete 447 Sendungen und Filme als Regisseur und wirkte in 850 Radioproduktionen als Sprecher mit.
Die Studiobühne Bad Homburg wurde 1976 gegründet. 1993 übernahm Devaux die künstlerische Leitung; seine erste Inszenierung war im April 1994 das Stück Horribiliscribrifax.  
Bekannt wurde auch seine Produktion Vier berühmte Bad Homburger Frauen, in der historische Persönlichkeiten der Stadt porträtiert wurden. Seine Lieblingsrolle war der „Nathan“ in Lessings Nathan der Weise.

### Privatleben und Engagement
1961 heiratete Devaux die Schauspielerin und Radiomoderatorin Karin Fränkel. Das Paar erwarb zwei denkmalgeschützte Fachwerkhäuser in der Bad Homburger Altstadt-Gasse Hinter den Rahmen, die sie ab 1967 bis spätestens 1982 restaurierten. Die Sanierung wurde in der achtteiligen Fernsehserie Altes Fachwerk – Neues Haus dokumentiert.
Devaux setzte sich für den Erhalt der Altstadt von Bad Homburg ein.
Er war Mitglied der „Stiftung Lesen“ und engagierte sich als Lesepate, unter anderem im Kinderhort der Erlöserkirche Bad Homburg. Dort entwickelte er das Programm ABC und alles in der Welt, um Kindern spielerisch Allgemeinbildung zu vermitteln.

## Auszeichnungen
- Bundesverdienstkreuz am Bande

## Werksverzeichnis (Auswahl)

### Film und Fernsehen

#### Als Regisseur (Auswahl)
- Nerz ist in der kleinesten Hütte (TV-Film, 1961). Regie: Danielo Devaux.
- Die Preußen kommen (TV-Film, 1970). Regie; Mitwirkung bei der Bearbeitung/Adaption (laut IMDb): Danielo Devaux.
- Die Kandidatin (TV-Film, 1975). Regie: Danielo Devaux.
- Alt Frankfurt (TV-Film, 1977). Mitregie: Danielo Devaux.

#### Als Schauspieler (Auswahl)
- Die Firma Hesselbach (TV-Serie; 1960) – Episodenauftritte (u. a. Rolle: Handelsvertreter Becker).
- PS – Geschichten ums Auto (TV-Serie, 1975) – Folge Das Urteil (1975): Rolle Schöffe Wendrich (1 Folge).

### Hörspiele / Radio (Auswahl)
- Bei uns deheim – Aus dem Leben einer hessischen Familie (Folge 16, 1962; weitere Folgen 1964) — Sprecher: Danielo Devaux (Vater). (Hessischer Rundfunk).[4]
- Weitere zahlreiche Radio-/Hörspielbeteiligungen (Sprecher), dokumentiert in der Hörspieldatenbank (Auswahl: Serien und Einzelhörspiele der 1950er/1960er Jahre; Einträge führen zu konkreten Folgen und Sprechernamen).[5]

### Theater (Auswahl: Studiobühne Bad Homburg)
- Künstlerischer Leiter der Studiobühne Bad Homburg: **1993–2001** (Übergabe der Leitung 1993 an Danielo Devaux; 2001 Übergabe an Reinhild Kolbesen).[6]
- Werke / Inszenierungen (Auswahl, Angaben nach Archiv/Archiv-Liste der Studiobühne):  
  - 1993** – Internes Seminar: Anfangsgründe der Schauspielkunst.[7]
  - 1994** – Andreas Gryphius: Horribilicribrifax (Inszenierung, Studiobühne).[8]
  - 2008** – Szenischer Kleist-Abend / Der Prinz von Homburg – Poesie und Wirklichkeit (Schlosskirche Bad Homburg; Szenische Kleist-Adaption; Termine laut Stadtarchiv/Programm).[9]